# Parajoesse nagaensis
Parajoesse nagaensis är en skalbaggsart som beskrevs av Stefan von Breuning 1982. Parajoesse nagaensis ingår i släktet Parajoesse och familjen långhorningar. Inga underarter finns listade i Catalogue of Life.